# Райо Валекано
Райо Валекано де Мадрид (на испански: Rayo Vallecano de Madrid S.A.D.) е испански футболен отбор от Мадрид. Основан е на 29 май 1924 г. Състезава се в Ла Лига.

## История
Райо Валекано, познат като Райо, е футболен клуб от Мадрид, квартал Вайекас. Клубът е създаден на 29 май 1924 година. Играе домакинските си мачове на стадион „Тереса Ривера“, който е с капацитет 15 500 зрители.
Известен е като един от постоянните влизащите и изпадащи отбори в Испания. За по-постоянно остават в Примера след сезон 1998/99. Най-успешният сезон за тима, популярен под прякора „пчеличките“ е 2000/01, когато е достигнат 1/4 - финал в турнира за Купата на УЕФА. Тимът се класира на девето място предния сезон, но играе евротурнири с квота за феърплей.
През сезон 2002/03 тимът изпада в Сегунда, след като завършва на 20-о място. През 2005 година клубът наема за треньор легендата на Реал Мадрид Мичел. През сезон 2007/08 отборът се класира за Сегунда след четири години отсъствие.
Успява да си извоюва промоция за Ла Лига след второ място в Сегунда през сезон 2010/11.

## Успехи
Шаблон:Промоция за Ла Лига 2020/21

## Известни футболисти
- Раул Тамудо
- Раул Браво
- Тони Полстер
- Радамел Фалкао

- Елвир Болич
- Хорхе Валдивия
- Лари Кънингам
- Уго Санчес
- Виктор Онопко
- Кейси Келър
- Фернандо Морена

## Бивши треньори
- Алфредо ди Стефано
- Хосе Антонио Камачо
- Андони Гойкоечея
- Мичел
- Хуанде Рамос